# Museo Arqueológico de Amasya
El Museo Arqueológico de Amasya (en turco Amasya Arkeoloji Müzesi) es uno de los museos de Turquía. Está ubicado en la ciudad de Amasya, situada en la provincia de su mismo nombre. Este museo se creó en 1925, estuvo ubicado en varios edificios y en 1980 se inauguró el edificio actual.

## Colecciones
El museo contiene una colección de objetos etnográficos y arqueológicos de la región. El sector arqueológico abarca periodos comprendidos entre el Neolítico y el Imperio otomano.
Entre las piezas más destacadas se encuentran una estatua de bronce de un dios del imperio hitita, posiblemente Teshub; el sarcófago de Aktarla; un mosaico de época romana donde aparece representado un manzano; las momias de los gobernantes de la época del ilkanato (siglo XIV); unos marcos de ventanas del siglo XV con un sello de la tribu Kayı y un reloj de sol del periodo otomano. En el jardín del museo se exponen obras de piedra de diferentes periodos históricos.
|                                                                        |
| Figurilla de bronce, posiblemente del dios Teshub, del periodo hitita. |

|                                                         |
| Vitrina con hallazgos procedentes del montículo de Oluz |

|                      |
| sarcófago de Aktarla |